# 芝丸山古坟

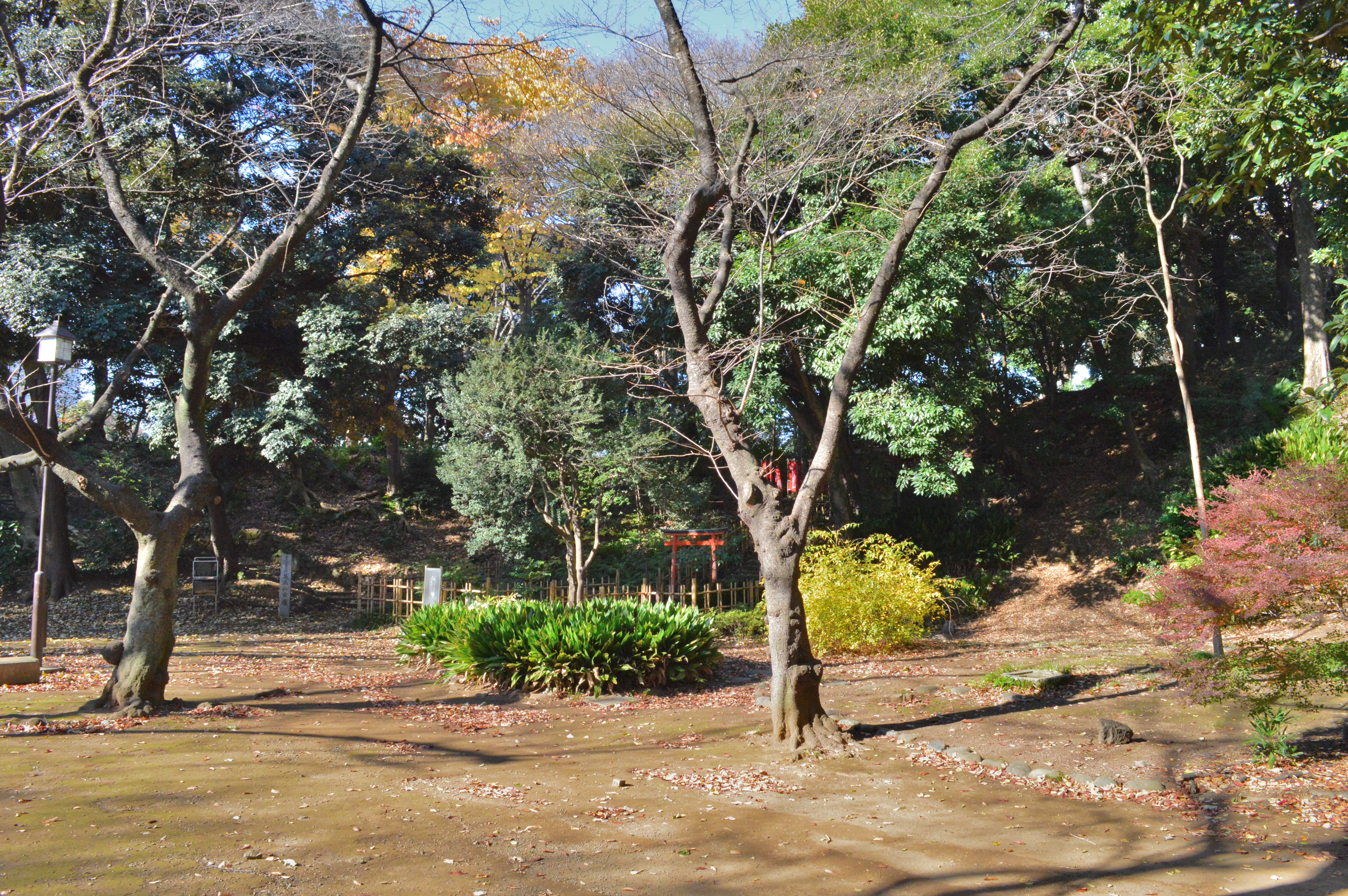
芝丸山古墳

芝丸山古坟（日语：／ Shibamaruyama Kofun）是位于日本东京芝公园的古坟，1979年被东京都列为指定史迹，系都内规模最大的前方后圆坟。芝丸山古坟修筑于公元5世纪前后，位于海拔16米的台地上，全长约106米，後圓部直徑約64公尺，前方部前端寬約40公尺，頸部寬約22公尺，面朝南偏西南。1898年考古學者考察后发现，疑似後圓部中央位置的主體埋葬設施已遺失，遺體与陪葬品等下落不明。